# Lugares poblados en Estonia

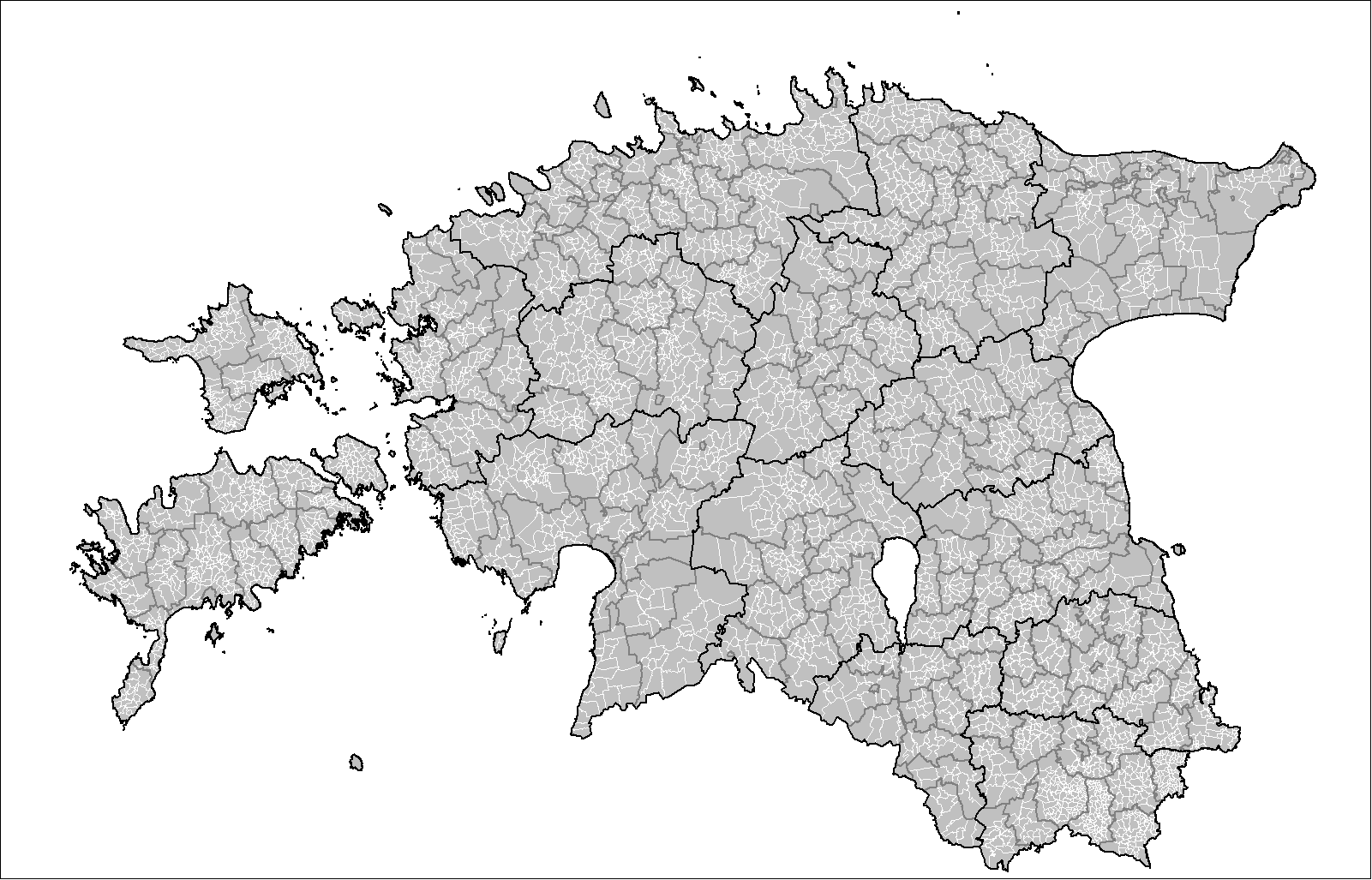
Lugares poblados de Estonia

Los lugares poblados en Estonia son unidades territoriales básicas que se agrupan formando municipios. Los lugares poblados no tienen funciones administrativas de por sí, sino que un grupo de lugares poblados forman un municipio rural (estonio: plural vallad, singular vald) con su propia administración local. 
La mayoría de las ciudades están constituidas como municipios urbanos separados del municipio rural que lo rodea, aunque algunas están unidas a municipios rurales.
Oficialmente existen cuatro tipos de poblaciones en Estonia: 
- ciudad (estonio: plural linna, singular linn)
- borough (estonio: plural alevid, singular alev)
- pequeños borough (estonio: plural alevikud, singular alevik)
- villas (estonio: plural külad, singular küla)

A 1 de noviembre de 2002, había en Estonia 47 ciudades, 9 bouroughs, 173 bouroughs pequeños y 4.430 aldeas.